# Hugo Spangenberg
Hugo Spangenberg (ur. 22 listopada 1975) – argentyński szachista, arcymistrz od 1996 roku.

## Kariera szachowa
W latach 90. XX wieku należał do podstawowych zawodników reprezentacji Argentyny, trzykrotnie (1994, 1996, 1998, w tym raz na I szachownicy) biorąc udział w szachowych olimpiadach. Dwukrotnie zdobył medale w finałach indywidualnych mistrzostw swojego kraju: złoty (1993) oraz srebrny (1996).
W roku 1989 zdobył w Cubatao tytuł mistrza państw panamerykańskich w kategorii juniorów do lat 14, w 1996 podzielił (wraz z Pablem Ricardi) I miejsce w Villa Gesell, natomiast w 1998 triumfował w Buenos Aires oraz podzielił I lokatę (wraz z Carlosem Garcia Palermo i Hermanem van Riemsdijkiem) w La Placie.
Na liście rankingowej FIDE zadebiutował w 1 lipca 1990 z wynikiem 2250 punktów. Dwa i pół roku później posiadał już ranking 2505, co jest rzadko spotykanym osiągnięciem. Najwyższą punktację w karierze osiągnął 1 lipca 1997, z wynikiem 2565 pkt zajmował wówczas 2. miejsce (za Pablo Ricardim) wśród argentyńskich szachistów. Od 2003 roku nie występuje w turniejach klasyfikowanych przez FIDE.